# 水口城
水口城（みなくちじょう）は、近江国甲賀郡水口村（現・滋賀県甲賀市水口町水口）にあった日本の城。城跡は県指定史跡である。

## 立地
水口城は野洲川の中流域にあり、周辺はなだらかな水口丘陵である。北に東海道、南方に水口神社、そして野洲川が流れる。南部は野洲川の後背部で田が広がっていた。また、甲南部、杣谷を経て伊賀へと抜ける間道"伊賀街道"が通る。

## 歴史
かつて水口には中村一氏が築いた水口岡山城があったが、関ヶ原の戦いで長束正家は西軍につき自害。城はその後池田長吉の預かりとなったが、早々に廃城となった。
江戸時代に入り、徳川氏の直轄地となった水口は、東海道の宿場町に指定された。その後、3代将軍徳川家光が寛永11年（1634年）、京都への上洛の際の宿館として、道中の水口に従来の水口御殿に替えて築かせた。これが水口城（水口御茶屋）である。作事奉行は小堀政一（遠州）が務め、京都の大工頭中井家支配の大工たちが動員され、城内には二条城の御殿を模した豪華な御殿が築かれた。しかし、この御殿が将軍の宿舎として使われたのは、この家光上洛の1回限りで、その後同城は、幕府の任命した城番が管理する「番城」となった。
天和2年（1682年）に加藤明友が2万石で入城し、水口藩が成立した。それまで、幕府お抱えの宿館として城番をおいて管理していたが、水口城は同氏の居城となった。鳥居氏が一時藩主となったが、再び加藤氏が2万5千石で藩主となった。歴代水口藩は、同城を幕府から借りている城として大切に管理し、特に居城であるにもかかわらず、本丸部の御殿を使用しなかった（藩の行政諸々は二の丸で行った）。本丸御殿は家光上洛以後使われることなく正徳年間に解体。本丸は空き地のまま使用されることなく、明治維新を迎え、水口城は廃城となった。

## 構成

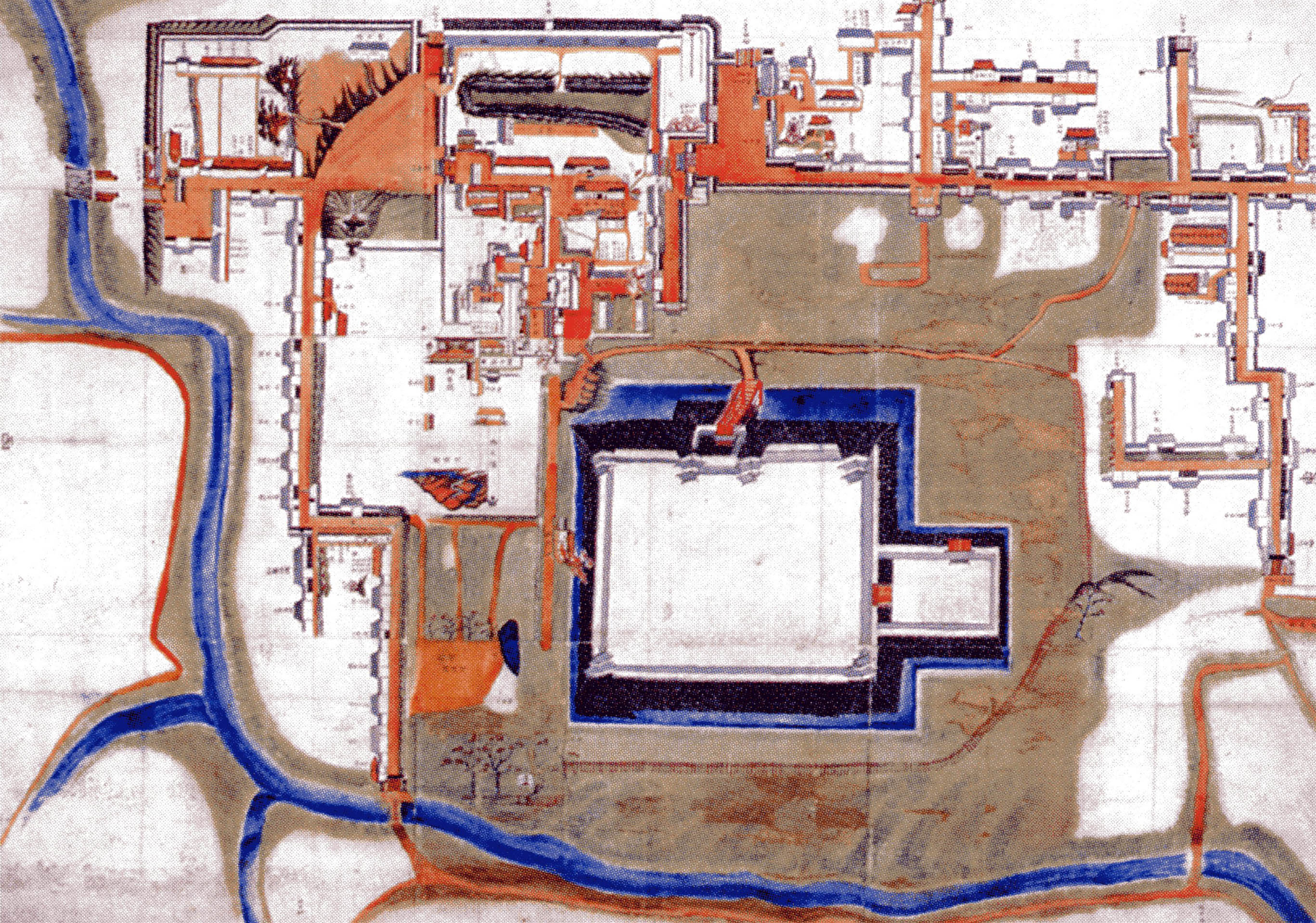
水口城郭内絵図

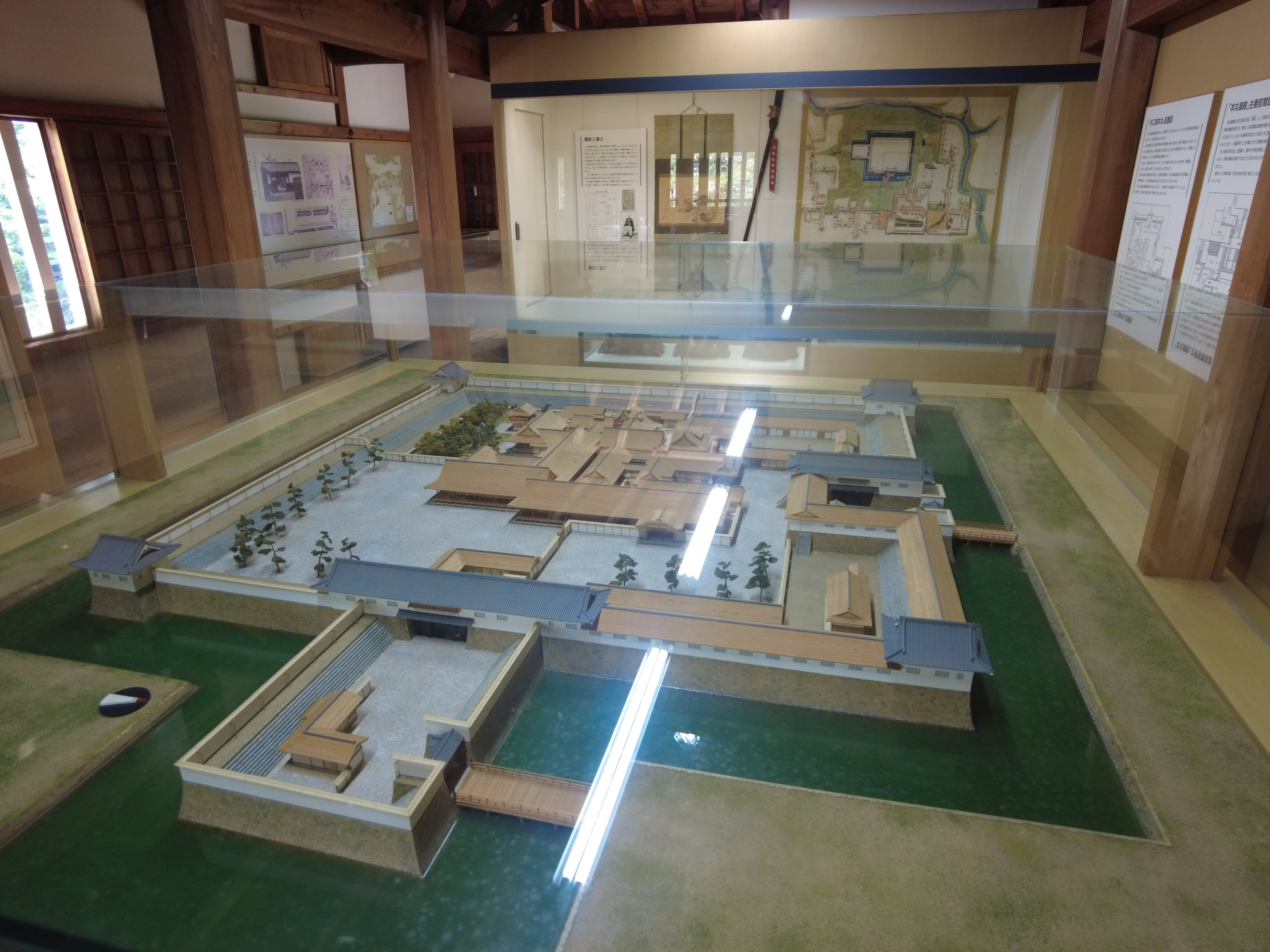
水口城の模型展示(水口城資料館にて展示)

水口城は東海道水口宿の西にあり、水口の街は東に宿場町西に城下町の二面性を持っていた。城の建物の構成は、水堀に囲まれた本丸と管理施設のある二の丸による2郭で、二の丸に堀はなく土壁のような柵で城域を囲い、城内と城外を別けていた。また、創建当時旧東海道が二の丸部分を貫いていた。その後東海道は北に迂回するルートに遷され、これにより二の丸部分は街道をさえぎる形になった。
本丸は平面規模で南北75間、東西73間、東に外枡形の出丸を突出して凸形をなしている。本丸東の出丸部分に大手虎口、本丸北には二の丸主要部に直に通じる北虎口の2箇所の虎口を開け、それぞれに櫓門と高麗門でなる枡形門を構成していた。特に、大手御門（大手門）のあった大手虎口には平面規模東西20間×南北16間の外枡形形式の出丸を配置し、一の門に高麗門、二の門に長大な櫓門を建てた。一の門は北へ向く形で建てられており“御なり橋”と呼ばれた木橋が堀に架けられていた。この橋は、将軍の御成（おなり）の際に使用されたものである。北御門のあった北虎口は内枡形形式の虎口で、大手御門と同様に高麗門と櫓門で構成されていたが、開口の北方向以外はコの字に多聞櫓を建てていた。
本丸は、上述の通り凸型をしており、石垣上部の大半は土塀が囲い、外枡形を形成する部分以外の正方形部の四隅には御矢倉とよばれる平櫓が建てられた。ほぼ東西南北の正方形構造なので、その櫓にはそれぞれ方角にちなみ艮矢倉、巽矢倉、坤矢倉、乾矢倉の名が付けられた。また本丸北東側は北御門より大手御門までの間に御長屋と呼ばれる多聞櫓が艮矢倉を経由する形で建てられていた。また北御門の西端、大手御門の南端には櫓門を延長する形で御門矢倉があり、大手枡形虎口内にあった門番所もあわせ、城の警備とした。

### 御殿
上述のように、本丸周辺は石垣をめぐらし、土塀や城門、櫓で固められていたが、本丸御殿は将軍家宿館としての性格を色濃く示している。この御殿は柿葺（こけらぶき）の規模の大きい建物で構成され、公的空間の「表向」と私的空間の「奥向」に大別できる。奥向は将軍が宿泊の際の御座所であり、御殿や御風呂屋、御亭（亭=ちん）などの建物があった。特に御亭は御座所に面する庭園にあり、2階建望楼風の建物であった。全体として建物は数寄を凝らしている。
二の丸は歴代城主の御殿、藩政の主要建物、侍屋敷などがあり、先にも述べたように城域を分かつ柵があった。柵には小門がいくつもあり、城外との道を繋いでいた。また、門は夜の間厳重に閉じられ、城内外の行き来を制限された。
当然水口城も幾度となく修理修繕されているので、上に挙げた構成は造営当時の説明である。

## 廃城後の城址
水口城廃城後、城の建材は一部を残し、大半が公売に付された。石垣は出丸部分と乾御矢倉部分を残しほとんどが、当時近江鉄道の線路敷設に使用されたようである。本丸御殿は一部を残して撤去された。旧本丸は学校敷地となり、現水口高校の運動場として利用されている。
その後、水堀埋め立てなどの意見も出されたが、1972年（昭和47年）に将軍家宿館遺跡としての価値が評価され、滋賀県の史跡に指定されたのを契機に保存整備への関心が高まった。そして、石垣の遺構が残る出丸跡（大手外枡形虎口部分）を整備修復し、廃城後に民家へ移築されていた本丸乾矢倉を二階造りとして再移築。水口城資料館として1991年（平成3年）11月に開館した。

## 遺構
二の丸遺構は開発により失われたが、本丸から大手虎口出丸にかけて堀および石垣が残る。また、本丸北東部に乾矢倉の櫓台石垣が現存。移築建築遺構は、大岡寺に水口城のものと伝わる茶室がある。水口城資料館の建物は旧乾矢倉を民家から再移築し復興したもの。

## アクセス
- 近江鉄道本線水口城南駅下車、北へ徒歩4分